# Mr. Sandman (chanson)
Pour les articles homonymes, voir Mr. Sandman et Sandman.
Clip vidéo
[vidéo] « The Chordettes - Mr. Sandman », sur YouTube
[vidéo] « Vaughn Monroe - Mr. Sandman », sur YouTube
[vidéo] « The Four Aces - Mr Sandman - Retour vers le futur (film) », sur YouTube
Mr. Sandman ou Mister Sandman est un standard de jazz du quartet de close harmony The Chordettes, enregistré en single,, extrait de leur album The Chordettes Sing Your Requests (en) de Columbia Records de 1954, single no 1 des ventes du Billboard américain, un des plus importants succès de leur carrière.

## Genèse

### Écriture
Pat Ballard écrit et compose cette chanson sur le thème d'une « demande d'exaucer un rêve de relation amoureuse à monsieur Sandman » (célèbre marchand de sable, ou marchand de rêve, gardien des songes folkloriques de conte merveilleux) « Mr. Sandman, exaucez mon rêve, faite-le le plus mignon que j'ai jamais vu, donnez-lui deux lèvres comme des roses et du trèfle, alors dite-lui que ses nuits solitaires sont terminées, Sandman, je suis si seul, je n'ai personne à qui appartenir, s'il vous plaît, allumez votre faisceau magique, donnez-lui une paire d'yeux avec une lueur de « viens ici », donnez-lui un cœur solitaire comme Pagliacci, et des cheveux ondulés comme Liberace... ».

### Enregistrement et sortie
La chanson est d'abord enregistrée en version big band jazz masculine par le crooner américain Vaughn Monroe et son orchestre le 14 mai 1954, sortie en single en juin par RCA Victor sous le titre Mister Sandman, avec They Were Doin' The Mambo, de Sonny Burke et Don Raye en face B, dans les deux formats 45 et 78 tours.

## Popularisation
Le quartet vocal féminin de jazz close harmony The Chordettes reprend le titre avec succès en octobre 1954, pour en faire un standard de jazz, no 1 des ventes dans les trois classements de musique populaire du magazine américain Billboard (« Best Sellers in Stores », « Most Played in Juke-boxs » et « Most Played by Jockeys »), et 9e du palmarès « Top Pop Records » de Cash Box pour l'année 1955. Archie Bleyer est le fondateur du label Cadence Records (en), producteur, mari de la chanteuse du groupe Janet Ertel, et chef d'orchestre sur l'enregistrement. Il produit un battement rythmique en utilisant ses genoux. C'est également lui qui interprète la voix grave du marchand de sable qui répond « Yes? » aux chanteuses dans le troisième couplet. Sortie l'année suivante au Royaume-Uni chez London Records, la chanson des Chordettes se classe 11e dans le UK Singles Chart.
La reprise du quartet de close harmony masculin The Four Aces (en) de 1954, connait un regain de succès en 1985, avec sa reprise pour la musique du film Retour vers le futur, lors de son premier voyage de retour dans le temps en 1955 de Marty McFly.
Cette même année 1954, la chanson est également reprise par Les Elgart & His Orchestra, The Lancers, Dickie Valentine (en), Four-in-a-Chord, The Four Aces (en) featuring Al Alberts (en), Buddy Morrow and His Orchestra et Les Paul and Mary Ford. La version des Four Aces entre dans le Top 10 aux États-Unis, au Royaume-Uni et en Belgique. Celle de Dickie Valentine est cinquième au Royaume-Uni.

## Distinctions
- 1954 : no 1 des ventes dans les trois classements de musique populaire du magazine américain Billboard (« Best Sellers in Stores », « Most Played in Jukeboxes » et « Most Played by Jockeys »)[5].
- 1955 : 11e du UK Singles Chart du Royaume-Uni.
- 2001 : Songs of the Century (252e)
- 2002 : Grammy Hall of Fame Awards

## Reprises, adaptations et arrangements ultérieurs

### Reprises et arrangements
La chanson est également reprise entre autres par les interprètes suivants :
- 1955 : Homer and Jethro en face B de The Nutty Lady of Shady Lane (RCA Victor)
- 1957 : le pianiste Roger Williams, paru sur Songs of the Fabulous Fifties (Kapp)
- mars 1961 : Bobby Vee sur son second album (Liberty)
- août 1962 : Anita O'Day et Cal Tjader sur l'album Time for 2 (Verve)
- 1962 : The Mills Brothers sur Sing Beer Barrel Polka and Other Golden Hits (Dot)
- 1963 : The Jazz Crusaders sur Heat Wave (Pacific Jazz)
- août 1964 : The Fleetwoods en single (Dolton)
- octobre 1964 : The Osmonds Brothers en single (MGM)
- avril 1965 : Al Hirt en face B du single Al's Place (RCA Victor)
- juillet 1965 : The Supremes, parue sur l'album There's a Place for Us en 2004 (Hip-O Select)
- 1965 : Alvin et les Chipmunks sur l'album The Chipmunks Sing with Children (Liberty)
- 1977 : Linda McCartney, paru en 1998 sur la compilation posthume Wide Prairie (Parlophone)
- 1984 : The Star Sisters sur Hooray for Hollywood (Stars on 45)
- 1984 : le saxophoniste Steve Grossman sur Way Out East Vol. 2 (Red Records)
- 15 mai 1992 : Snooks Eaglin, couplée avec I'll See You in My Dreams sur la compilation Black Top Blues Pajama Party (Black Top)
- 1994 : Dewey Redman avec Joshua Redman sur l'album African Venus (Evidence Music)
- 1995 : Blind Guardian en single dans une version metal (Virgin Schallplatten GmbH)
- 1998 : Gob sur l'album Oldies but Goodies! (Negative Progression)
- 31 janvier 2000 : Joscho Stephan sur Swinging Strings (Acoustic Music Records)
- 2003 : Angelo Debarre et Ludovic Beier sur Come into My Swing ! (Le Chant du monde)
- 31 juillet 2006 : le trio britannique The Puppini Sisters sur l'album Betcha Bottom Dollar (Universal Music)
- 15 mars 2010 : Pomplamoose sur Tribute to Famous People (auto-produit).
- 19 octobre 2011 : Kenichiro Nishihara featuring Emi Hinouchi sur Sweet Swing for Hershey's (FIL Music)
- 2013 : David Liebman et Michael Stephans sur Lineage (Whaling City Sound)
- 4 novembre 2014 : Bette Midler sur It's the Girls (Warner Bros.)

En janvier 1978, le trio Emmylou Harris, Dolly Parton et Linda Ronstadt enregistrent une version de la chanson pour un album en trio qui ne voit finalement pas le jour. Elles sont accompagnées des musiciens Ry Cooder, David Lindley, Russ Kunkel, Bill Payne (en), Mark O'Connor et Albert Lee. Les trois chanteuses finissent par se réunir et sortir le premier des deux albums du trio en 1987. Mais avant cela, Emmylou Harris inclut leur version de Mr. Sandman dans son album Evangeline en 1981 (Warner Bros.), puis l'enregistre en solo pour la sortir en single. Le disque atteint la 8e place dans le palmarès « Adult Contemporary » de Billboard, la 10e position du classement « Hot Country Singles » et le no 37 du « Billboard Hot 100 », ce qui en fait le seul titre d'Harris à atteindre le Top 40 dans ce palmarès. Il se classe no 5 en Suisse.
Elle est également reprise par Marvin Gaye en 2007 et par Nan Vernon (en) la même année.

### Versions instrumentales
Chet Atkins enregistre une version instrumentale le 17 novembre 1954 pour RCA Victor à Nashville. Ce morceau, crédité à Chet Atkins and His Gallopin' Guitar, sort en single en janvier 1955. Dans le palmarès Country & Western Records, il se classe 15e dans la catégorie « Best Sellers in Stores » et 13e du « Most Played by Jockeys ». C'est le premier single d'Atkins à figurer dans les charts country de Billboard. Chet Atkins enregistre Mister Sandman à nouveau en 1990 pour son album The Magic of Chet Atkins.
En 1968, Bert Kaempfert and His Orchestra sortent une version instrumentale en single ainsi que sur l'album My Way of Life (Decca). Il atteint le no 12 dans le classement « Easy Listening » de Billboard, le no 14 dans le palmarès « Top Non-Rock » de Record World, le no 3 dans le « Singles Coming Up » de Record World, et no 1 dans le « Looking Ahead » de Cash Box pour les singles ayant le potentiel pour entrer dans le Top 100 de Cash Box.

### Adaptations
La chanson est également adaptée dans plusieurs langues étrangères. Natalino Otto accompagnato dell'Orchestra Mojoli l'enregistre en italien en 1955 ; Blue Boys med Jørn Grauengårds Orkester (1955) et Musikanterne (1958) en danois sous le titre Lille Ole - gi mig en drøm. Au Brésil, Roberto Carlos com Astor e sua Orquestra la chantent en portugais (1961). The Four Amigos de Puerto Rico l'interprètent en espagnol, avec des paroles de Augusto Algueró (1961). Siw Malmkvist l'enregistre en suédois sous le titre Hörru Karlsson (1974), le groupe Solistiyhtye Suomi en finnois sous le titre Unihiekkaa, avec des paroles signées Juha Vainio (1983), le groupe Headline en allemand sur des paroles de Kurt Feltz (1985), et le groupe basque Mocedades en espagnol (1992).
Une version pour Noël, intitulée Mister Santa, interprétée par Dorothy Collins, avec chœurs et orchestre dirigé par Dick Jacobs, paraît en single en décembre 1955 (Coral). Elle est reprise ensuite par The Kaye Sisters, Sister Swing, Amy Grant (1999) et Suzy Bogguss (2003), entre autres.

## Samples
La musique est « samplée » :
- pour le titre Monsieur Sable[22] de Nekfeu et Alpha Wann sur leur EP En sous-marin ;
- par l'artiste américaine Pom Pom Squad sur sa chanson Be Good de l'album Death of a Cheerleader[23] ;
- dans Mother de Meghan Trainor, issu de l'album Takin' It Back (Deluxe) (en) (2023).

## À l'image

### Cinéma
Cet air est repris dans divers films dont l'action se passe dans les années 1950 ou 1960, dont en particulier Retour vers le futur (lorsque Marty arrive à Hill Valley en 1955), dans Philadelphia, dans Cry-Baby, dans Halloween 2, Halloween, 20 ans après et Halloween, Mr Nobody ou encore dans Planète 51, dans un épisode de Vampire Diaries et dans un épisode de Bates Motel :
- 1981 : Halloween (série de films) : Halloween 2 (1981), Halloween, 20 ans après (1998) et Halloween (2007, interprétée par Nan Vernon).
- 1982 : Grease 2, de Patricia Birch (en).
- 1985 : Retour vers le futur, de Robert Zemeckis , lors du premier voyage de Marty McFly en 1955, puis dans le second film (1989) de la trilogie, lors du retour de Marty en 1955 (version des The Four Aces (en)).
- 1986 : Stand by Me, de Rob Reiner, d'après Stephen King, avec Wil Wheaton, Richard Dreyfuss, River Phoenix et Kiefer Sutherland .
- 1990 : Le chemin de la liberté, de Richard Pearce, avec Whoopi Goldberg et Sissy Spacek .
- 1990 : Cry-Baby, de John Waters, avec Johnny Depp, interprétée par Rachel Sweet, Gerry Beckley et Timothy B. Schmit.
- 1993 : Philadelphia, de Jonathan Demme, avec Tom Hanks et Denzel Washington, par The Flirtations.
- 1997 : 8 Têtes dans un sac, de Tom Schulman, avec Joe Pesci.
- 2003 : The Singing Detective, de Keith Gordon, avec Robert Downey Jr., Robin Wright et Mel Gibson.
- 2009 : Mr Nobody, de Jaco Van Dormael, avec Jared Leto, Sarah Polley et Diane Kruger, version des King Brothers.
- 2009 : Planète 51, film d'animation de Jorge Blanco, chanté par Peter Gosling, Keith Murrell et Mick Mullins.
- 2015 : L'Amour par accident, de David O. Russell, avec Jessica Biel et Jake Gyllenhaal, interprétée par Pat Ballard.
- 2016 : Deadpool de Tim Miller, quand Ajax torture Wade Wilson pour le transformer.

### Télévision
En 1985, dans l'épisode 10 de la 1re saison d'Alfred Hitchcock présente, Mr. Sandman est interprétée par l'acteur Yaphet Kotto. L'année suivante, la chanson figure dans la mini-série The Singing Detective (en).
En 1993, dans l'épisode 1 de la saison 5 des Simpson, le quatuor d'Homer reprend la musique en modifiant les paroles.
En 2002, dans l'épisode 14 de la saison 4 de Will et Grace, Mr. Sandman est chantée par Megan Mullally et Sean Hayes. La même année, dans le 1er épisode de la saison 1 de Dead Zone, elle est interprétée par les acteurs de la série. En 2003, dans l'épisode 14 de la saison 5 de Charmed, le marchand de sable utilise cette chanson au début de l'épisode et s'en sert comme fil rouge de l'intrigue.
En 2006, Mr. Sandman est présente dans l'épisode 9 de la saison 3 des 4400.
En 2009, dans l'épisode 8 de la saison 6 de Nip/Tuck, le titre est interprété par les Chordettes, Kimberly Gordon Trio et Pomp A Dur. L'année suivante, la version d'Oranger illustre l'épisode 12 de la saison 1 de Vampire Diaries. En 2011, la chanson se retrouve également dans l'épisode 11 de la saison 7 de Dr House.
En 2013, on entend Mr. Sandman dans Le Marchand de sable, épisode 3 de la saison 1 de Sleepy Hollow. L'année suivante, dans l'épisode 2 de la saison 2 et dans l'épisode 9 de la saison 4 (2016) de Bates Motel, la chanson est interprétée respectivement par Freddie Highmore, Vera Farmiga et Nan Vernon. En 2015, le titre est diffusé à plusieurs reprises dans l'épisode 9 de la saison 9 de la série Doctor Who.
En 2017, la chanson figure dans l'épisode 8 de la saison 3 de Mr. Robot, et tout au long de la deuxième saison de Dirk Gently, détective holistique, par Brian Fennell.

## Dans d'autres médias
Elle apparaît en clin d'œil dans le comic-book de Neil Gaiman, Mr Sandman, où Constantine, contactée par Sandman pour retrouver une bourse magique, chantonne cet air tout au long de l'histoire.
Elle est utilisée par le catcheur Jim Fullington, surnommé Mr Sandman, au début de sa carrière.
Elle apparaît également dans plusieurs jeux vidéo (Mafia 2, Saints Row IV, Fallout 76, Little Big Planet 3).
En France, elle est utilisée pour des publicités : Auchan (interprétée par Emmylou Harris) et Nike (interprétée par The Puppini Sisters).